# عائشة رضوان
عائشة رضوان (1962 -) هي مغنية مغربية.

## حياته ونشأته
عائشة رضوان ولدت في آيت عتاب بغرب مراكش في المغرب، وانتقلت مع عائلتها إلى العيش في فرنسا الأمر الذي ساعدها في التعرف على أنماط مختلفة من الموسيقى الغربية والشرقية.

## مسيرتها
بدأت موهبة الغناء لديها أثناء الطفولة حيث كانت تشارك بالغناء في المدرسة. درست عائشة الهندسة المعمارية ومن ثم توجهت لدراسة الموسيقى في باريس ثم انتقلت لمصر لتزيد من فهمها لموسيقى مقام القرن 19 الشرقي التقليدي.
تمتلك عائشة صوتا جهوريا تتنقل فيه بحرية من القرار إلى الجواب.

## الألبومات
- ألبوم: فن الغناء والأداء الآلي خلال القرن التاسع عشر[5]

- أسست مع الموسيقار حبيب يمين فرقة الأدوار واطلقوا ألبوم لهم بعنوان «نهضة الشرق» يحتوي على مقامات صوفية وموسيقية.

- هناك أيضا ألبوم قادم يحمل اسم «سكرات» الذي سيتناول الوجه الرمزي للخمر في الشعر الصوفي العربي. (المقصود بالخمر في الصوفية ليس الخمر المعروف، بل إنه حب الله)[6]

- أغاني أخرى بدون ألبومات..

## روابط خارجية
- عائشة رضوان على موقع ميوزك برينز (الإنجليزية)
- عائشة رضوان على موقع ديسكوغز (الإنجليزية)